# ألان دافي
ألان دافي (بالإنجليزية: Alan Davey)‏ هو عازف قيثارة بريطاني، ولد في 11 سبتمبر 1963 في إبسوتش في المملكة المتحدة.

## وصلات خارجية
- ألان دافي على موقع IMDb (الإنجليزية)
- ألان دافي على موقع ميوزك برينز (الإنجليزية)
- ألان دافي على موقع أول ميوزيك (الإنجليزية)
- ألان دافي على موقع ديسكوغز (الإنجليزية)
- ألان دافي على موقع قاعدة بيانات الفيلم (الإنجليزية)